# Angelo Scarpetti
Angelo Scarpetti (Sansepolcro, 1230 circa – Sansepolcro, 1306 circa) è stato un religioso italiano dell'ordine degli eremitani di Sant'Agostino. È venerato come beato dalla Chiesa cattolica.

## Biografia
Entra all'interno dell'ordine degli eremiti di Giovanni Bono (detti giamboniti) nel 1254 circa e nel 1256 passa, assieme a molti altri aderenti ai movimenti pauperistici, al neonato ordine dei frati eremitani di sant'Agostino. Di lui si ricordano atti miracolosi avvenuti quand'era ancora in vita, come la resurrezione di un innocente condannato a morte. Gli scrittori e gli studiosi locali lo ricordano come un uomo molto umile, molto caritatevole, puro di spirito e di corpo. Incerta la sua partecipazione alla missione per la fondazione dei primi conventi dell'Ordine in Inghilterra, tramandata dalla tradizione ma non documentata con certezza.
Nel 1311 a Sansepolcro esiste una confraternita intitolata al nome del "glorioso frate Angelo", cui si attribuiscono vari miracoli.
Il culto è stato approvato nel 1921 e inserito nei calendari propri dell'Ordine agostiniano e della Diocesi di Sansepolcro.

## Culto
Il corpo del Beato è conservato all'interno di una cassa di legno intagliato decorato con scene di vita del beato sotto l'altare maggiore della chiesa di Sant'agostino in Sansepolcro. La memoria liturgica ricorre il 15 febbraio per l'Ordine agostiniano e il giorno 1º ottobre per la diocesi di Sansepolcro.